# Stephen Hefling
Stephen E. Hefling (* im 20. Jahrhundert) ist ein US-amerikanischer Musik- und Mahler-Forscher.

## Leben
Hefling erwarb in Harvard und Yale (1985) Studienabschlüsse mit seiner Dissertation über Gustav Mahlers Todtenfeier. Er ist emeritierter Professor für Musik an der Case Western Reserve University und hat an den Universitäten Stanford und Yale sowie am Oberlin College Conservatory unterrichtet.
Hefling hat zahlreiche Artikel und Buchbeiträge für Musical Quarterly, 19th Century Music , das Journal of Musicology, und Musiktheorie, das revidierte Grove Dictionary of Music and Musicians verfasst und zahlreiche Bücher über Gustav Mahler.
Er entdeckte Mahlers Manuskriptfassung von dessen Das Lied von der Erde für Stimmen und Klavier und gab diese Arbeit für die Kritische Gesamtausgabe heraus (Wien, 1989, rev. 2012). Hefling ist Vizepräsident der Internationalen Gustav Mahler Gesellschaft in Wien und Co-Direktor der Neuen Kritischen Mahler-Gesamtausgabe.
Für seine Arbeiten zu Mahler erhielt Hefling Stipendien des Baker-Nord-Zentrums für Geisteswissenschaften, der Freedman-Stiftung, der Kaplan-Stiftung, der Martha Baird Rockefeller Foundation und der American Philosophical Society sowie einer Morse Junior Faculty Fellowship an der Yale University.
Er war Sprecher auf internationalen Konferenzen über den Komponisten in Wien, Paris, Hamburg, Rotterdam, New York, Montpellier, London, Guildford und Boulder. Als Spezialist für barocke Aufführungspraxis trat Hefling bereits mit zahlreichen Ensembles für Alte Musik im Nordosten der USA auf und war Direktor des Collegium Musicum Yale und der Cleveland Baroque Soloists.